# Dubai Tennis Championships 2007 - Qualificazioni singolare femminile
Le qualificazioni del singolare femminile del Dubai Tennis Championships 2007 sono state un torneo di tennis preliminare per accedere alla fase finale della manifestazione. I vincitori dell'ultimo turno sono entrati di diritto nel tabellone principale. In caso di ritiro di uno o più giocatori aventi diritto a questi sono subentrati i lucky loser, ossia i giocatori che hanno perso nell'ultimo turno ma che avevano una classifica più alta rispetto agli altri partecipanti che avevano comunque perso nel turno finale.
Le qualificazioni del torneo Dubai Tennis Championships  2007 prevedevano 32 partecipanti di cui 4 sono entrati nel tabellone principale.

## Teste di serie
1. Agnieszka Radwańska (secondo turno)
2. Maria-Elena Camerin (primo turno)
3. Catalina Castaño (secondo turno)
4. Jelena Kostanić Tošić (primo turno)

1. Anastasija Rodionova (primo turno)
2. Alberta Brianti (ultimo turno)
3. Sandra Klösel (primo turno)
4. Julia Schruff (primo turno)

## Qualificati
1. Anne Kremer
2. Tamira Paszek

1. Vera Duševina
2. Emmanuelle Gagliardi

## Tabellone

### Legenda
| - Q = Qualificato - WC = Wild card - LL = Lucky loser | - ALT = Alternate - SE = Special Exempt - PR = Protected Ranking | - w/o = Walkover - r = Ritirato - d = Squalificato |

### Sezione 1
|  | Primo turno        | Primo turno          | Primo turno          | Primo turno | Primo turno |  |  | Secondo turno       | Secondo turno       | Secondo turno      | Secondo turno      | Secondo turno      |   |   | Ultimo turno | Ultimo turno | Ultimo turno | Ultimo turno | Ultimo turno |  |
|  |                    |                      |                      |             |             |  |  |                     |                     |                    |                    |                    |   |   |              |              |              |              |              |  |
|  | 1                  | Agnieszka Radwańska  | Agnieszka Radwańska  | 7           | 6           |  |  |                     |                     |                    |                    |                    |   |   |              |              |              |              |              |  |
|  |                    | Tetjana Perebyjnis   | Tetjana Perebyjnis   | 6           | 3           |  |  | 1                   | Agnieszka Radwańska | 4                  | 6                  | 4                  |   |   |              |              |              |              |              |  |
|  | Anne Kremer        | Anne Kremer          | Anne Kremer          | 6           | 6           |  |  |                     | Anne Kremer         | 6                  | 4                  | 6                  |   |   |              |              |              |              |              |  |
|  | Fatma Al-Nabhani   | Fatma Al-Nabhani     | Fatma Al-Nabhani     | 1           | 0           |  |  |                     |                     |                    |                    |                    |   |   | Anne Kremer  | Anne Kremer  | Anne Kremer  | 6            | 6            |  |
|  | Viktorija Kutuzova | Viktorija Kutuzova   | Viktorija Kutuzova   | 6           | 7           |  |  |                     |                     | Viktorija Kutuzova | Viktorija Kutuzova | Viktorija Kutuzova | 2 | 2 |              |              |              |              |              |  |
|  | Pemra Özgen        | Pemra Özgen          | Pemra Özgen          | 3           | 64          |  |  | Viktorija Kutuzova  | Viktorija Kutuzova  | 5                  | 7                  | 6                  |   |   |              |              |              |              |              |  |
|  |                    | Kateryna Bondarenko  | Kateryna Bondarenko  | 6           | 6           |  |  | Kateryna Bondarenko | Kateryna Bondarenko | 7                  | 5                  | 2                  |   |   |              |              |              |              |              |  |
|  | 5                  | Anastasija Rodionova | Anastasija Rodionova | 1           | 2           |  |  |                     |                     |                    |                    |                    |   |   |              |              |              |              |              |  |

### Sezione 2
|  | Primo turno    | Primo turno         | Primo turno         | Primo turno | Primo turno |  |  | Secondo turno | Secondo turno   | Secondo turno   | Secondo turno   | Secondo turno |   |   | Ultimo turno | Ultimo turno  | Ultimo turno | Ultimo turno | Ultimo turno |  |
|  |                |                     |                     |             |             |  |  |               |                 |                 |                 |               |   |   |              |               |              |              |              |  |
|  |                | Tamira Paszek       | Tamira Paszek       | 6           | 6           |  |  |               |                 |                 |                 |               |   |   |              |               |              |              |              |  |
|  | 2              | Maria-Elena Camerin | Maria-Elena Camerin | 1           | 2           |  |  | Tamira Paszek | Tamira Paszek   | Tamira Paszek   | 6               | 6             |   |   |              |               |              |              |              |  |
|  | Vanessa Henke  | Vanessa Henke       | 7                   | 4           | 6           |  |  | Vanessa Henke | Vanessa Henke   | Vanessa Henke   | 1               | 2             |   |   |              |               |              |              |              |  |
|  | Neha Uberoi    | Neha Uberoi         | 64                  | 6           | 3           |  |  |               |                 |                 |                 |               |   |   |              | Tamira Paszek | 6            | 4            | 6            |  |
|  | Adriana Barna  | Adriana Barna       | 6                   | 0           | 6           |  |  |               |                 | 6               | Alberta Brianti | 2             | 6 | 2 |              |               |              |              |              |  |
|  | Samia Medjahdi | Samia Medjahdi      | 0                   | 6           | 1           |  |  |               | Adriana Barna   | Adriana Barna   | 2               | 0             |   |   |              |               |              |              |              |  |
|  | 6              | Alberta Brianti     | Alberta Brianti     | 6           | 6           |  |  | 6             | Alberta Brianti | Alberta Brianti | 6               | 6             |   |   |              |               |              |              |              |  |
|  |                | Andreja Klepač      | Andreja Klepač      | 2           | 4           |  |  |               |                 |                 |                 |               |   |   |              |               |              |              |              |  |

### Sezione 3
|  | Primo turno           | Primo turno           | Primo turno           | Primo turno | Primo turno |  |  | Secondo turno         | Secondo turno         | Secondo turno         | Secondo turno      | Secondo turno      |   |   | Ultimo turno  | Ultimo turno  | Ultimo turno  | Ultimo turno | Ultimo turno |  |
|  |                       |                       |                       |             |             |  |  |                       |                       |                       |                    |                    |   |   |               |               |               |              |              |  |
|  | 3                     | Catalina Castaño      | Catalina Castaño      | 7           | 6           |  |  |                       |                       |                       |                    |                    |   |   |               |               |               |              |              |  |
|  |                       | Andreea Ehritt-Vanc   | Andreea Ehritt-Vanc   | 5           | 2           |  |  | 3                     | Catalina Castaño      | Catalina Castaño      | 1                  | 4                  |   |   |               |               |               |              |              |  |
|  | Vera Duševina         | Vera Duševina         | Vera Duševina         | 6           | 7           |  |  |                       | Vera Duševina         | Vera Duševina         | 6                  | 6                  |   |   |               |               |               |              |              |  |
|  | Marija Korytceva      | Marija Korytceva      | Marija Korytceva      | 2           | 5           |  |  |                       |                       |                       |                    |                    |   |   | Vera Duševina | Vera Duševina | Vera Duševina | 7            | 6            |  |
|  | Stéphanie Cohen-Aloro | Stéphanie Cohen-Aloro | Stéphanie Cohen-Aloro | 6           | 6           |  |  |                       |                       | Dominika Cibulková    | Dominika Cibulková | Dominika Cibulková | 5 | 4 |               |               |               |              |              |  |
|  | Shikha Uberoi         | Shikha Uberoi         | Shikha Uberoi         | 2           | 3           |  |  | Stéphanie Cohen-Aloro | Stéphanie Cohen-Aloro | Stéphanie Cohen-Aloro | 1                  | 2                  |   |   |               |               |               |              |              |  |
|  |                       | Dominika Cibulková    | Dominika Cibulková    | 7           | 6           |  |  | Dominika Cibulková    | Dominika Cibulková    | Dominika Cibulková    | 6                  | 6                  |   |   |               |               |               |              |              |  |
|  | 7                     | Sandra Klösel         | Sandra Klösel         | 5           | 2           |  |  |                       |                       |                       |                    |                    |   |   |               |               |               |              |              |  |

### Sezione 4
|  | Primo turno          | Primo turno           | Primo turno          | Primo turno | Primo turno |  |  | Secondo turno        | Secondo turno        | Secondo turno        | Secondo turno | Secondo turno |   |   | Ultimo turno         | Ultimo turno         | Ultimo turno         | Ultimo turno | Ultimo turno |  |
|  |                      |                       |                      |             |             |  |  |                      |                      |                      |               |               |   |   |                      |                      |                      |              |              |  |
|  |                      | Ekaterina Ivanova     | 3                    | 7           | 6           |  |  |                      |                      |                      |               |               |   |   |                      |                      |                      |              |              |  |
|  | 4                    | Jelena Kostanić Tošić | 6                    | 65          | 1           |  |  | Ekaterina Ivanova    | Ekaterina Ivanova    | Ekaterina Ivanova    | 3             | 4             |   |   |                      |                      |                      |              |              |  |
|  | Emmanuelle Gagliardi | Emmanuelle Gagliardi  | Emmanuelle Gagliardi | 6           | 6           |  |  | Emmanuelle Gagliardi | Emmanuelle Gagliardi | Emmanuelle Gagliardi | 6             | 6             |   |   |                      |                      |                      |              |              |  |
|  | Brie Whitehead       | Brie Whitehead        | Brie Whitehead       | 0           | 0           |  |  |                      |                      |                      |               |               |   |   | Emmanuelle Gagliardi | Emmanuelle Gagliardi | Emmanuelle Gagliardi | 7            | 6            |  |
|  | Ágnes Szávay         | Ágnes Szávay          | Ágnes Szávay         | 6           | 6           |  |  |                      |                      | Ágnes Szávay         | Ágnes Szávay  | Ágnes Szávay  | 5 | 3 |                      |                      |                      |              |              |  |
|  | Martina Suchá        | Martina Suchá         | Martina Suchá        | 4           | 3           |  |  | Ágnes Szávay         | Ágnes Szávay         | 7                    | 4             | 7             |   |   |                      |                      |                      |              |              |  |
|  |                      | Maria-Emilia Salerni  | 5                    | 6           | 6           |  |  | Maria-Emilia Salerni | Maria-Emilia Salerni | 5                    | 6             | 63            |   |   |                      |                      |                      |              |              |  |
|  | 8                    | Julia Schruff         | 7                    | 4           | 3           |  |  |                      |                      |                      |               |               |   |   |                      |                      |                      |              |              |  |